# Prudki (obwód mohylewski)
Prudki (biał. Прудкі, ros. Прудки) – wieś na Białorusi, w rejonie kruhelskim obwodu mohylewskiego, w sielsowiecie Komsienicze.

## Geografia
Miejscowość leży na wschód od wsi Czyhiry, na południe od wsi Starki, na zachód od uroczyska Zielionyj oraz wsi Bańki, na północ od dawnej wsi Zalipie oraz Ilkowicz.

## Historia
W XIX w. Prudki leżały w powiecie mohylewskim guberni mohylewskiej. Według Słownika geograficznego Królestwa Polskiego  i innych krajów słowiańskich wieś Prudki leżała nad Dnieprem (obecnie rzeka przepływa przez Szkłów ponad 30 kilometrów na wschód od Prudek). Portal Radzima.net w tymże powiecie wymienia leżący jeszcze bardziej na zachodzie zaścianek Prudki w wołosti (gminie) Pawłowicze oraz wieś Prudki w wołosti Teteryn (te ostatnie obecnie w sielsowiecie Komsienicze). 
W czasach współczesnych do 2013 r. wieś wchodziła w skład sielsowietu Teteryn.